# Janie Jones
Janie Jones es una canción de The Clash de su  álbum debut homónimo. El tema de la canción era una famosa cantante de dicho nombre de los sesenta que organizaba fiestas escandalosas en su casa de Londres, pero jamás tuvo nada que ver con la venta de drogas ni el comercio de la prostitución. Fue víctima de una sociedad hipócrita que toleraba decadencia en los altos lugares de la sociedad pero extinguía de la manera más violenta a través de la justicia todo cuanto se hacía abiertamente. Janie Jones fue condenada a servir una decena de años en la cárcel más peligrosa del país  - Broadmoor - e injustamente compartió celdas con la criminal de serie Myra Hindley. Su libro - The devil and Mrs. Jones, fue suprimido por la editorial que publicó la versión del Juez hasta que este salió en venta.
Janie Jones aparece en las discos recopilatorios: The Story of the Clash, Volume 1 (1988) (disco 2); Clash on Broadway (1991) (disco uno; una versión demo); The Essential Clash (2003) (disco uno). Además hay una versión en vivo de la canción grabada en 4 de junio de 1981 en el casino Bond de la ciudad de New York, que aparece en bootleg Live at Bond's Casino (2000).
El legendario director, Martin Scorsese, conocido fan de The Clash, admitió en su libro "Scorsese on Scorsese", que "Janie Jones" era la mejor canción del rock and roll británico. Además, también uso la canción como banda sonora para la película Bringing Out The Dead.